# فیت چروتیچ
فیت چروتیچ (انگلیسی: Faith Cherotich؛ زادهٔ ۱۳ ژوئیه ۲۰۰۴) دونده زن دو استقامت اهل کنیا است.
وی در مسابقات کشوری و بین‌المللی در مجموع برندهٔ ۱ مدال برنز شده است.